# Хеймаркет

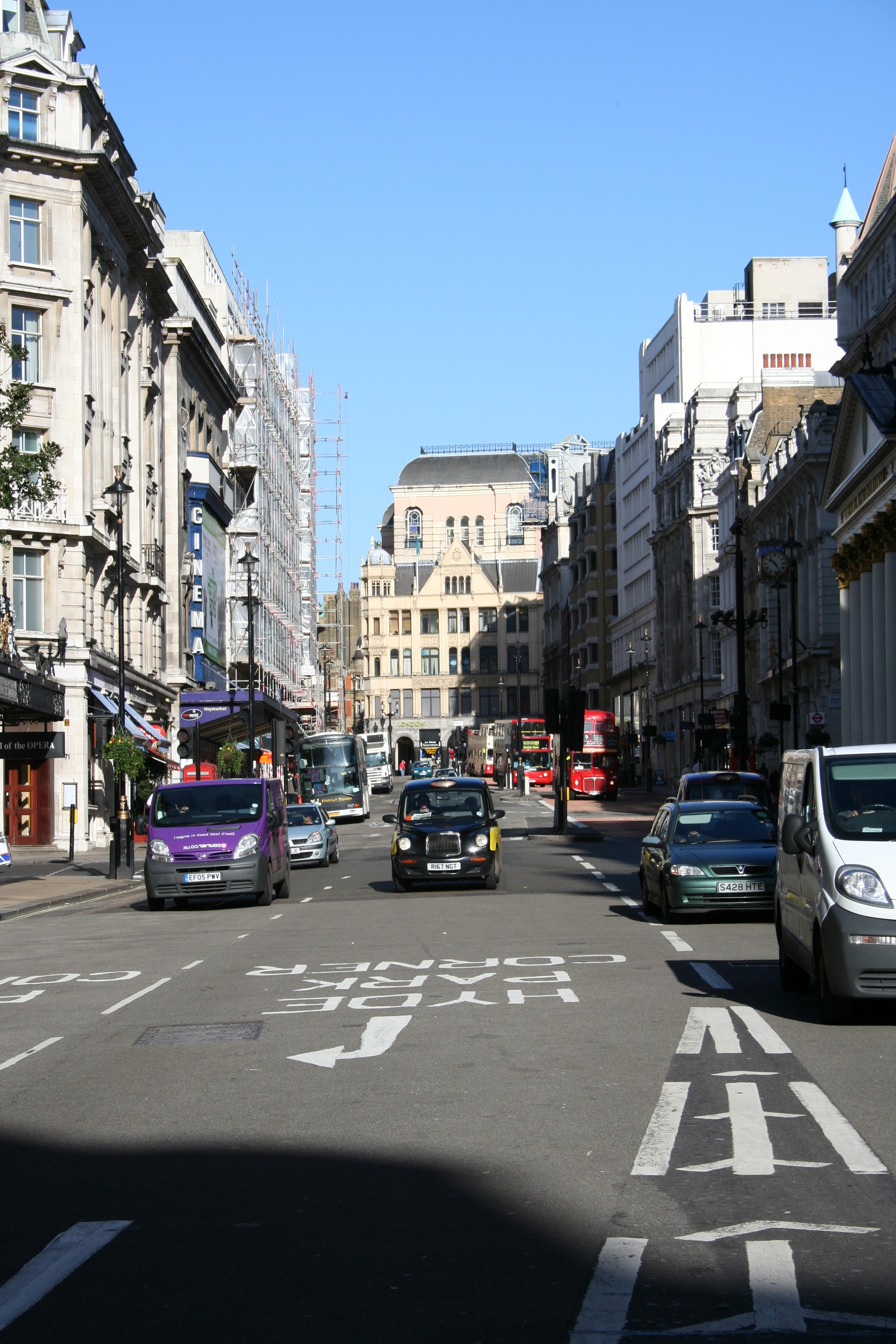

Хе́ймаркет (англ. Haymarket, произносится ['heɪ,mɑːkɪt]; букв. «сенной рынок») — лондонская улица в Сент-Джеймсе в Вестминстере. Идет с севера юг, от площади Пикадилли до улицы Пэлл-Мэлл. В старину Хэймаркет считался кварталом красных фонарей. С начала XVIII века здесь действовало несколько театров, из которых важнейшим был Королевский театр, построенный в 1705 году по проекту Джона Ванбру — здание многократно перестраивалось, нынешнее относится к 1897 году (архитектор Чарльз Фиппс).
Кроме того, здесь много ресторанов, комплекс кинотеатров, а также правительственное здание Новой Зеландии.

## История

### Происхождение
Улица, соединяющая площадь Пикадилли и Пэлл-Мэлл берёт начало с Елизаветинской эпохи, а её название происходит от сельскохозяйственного рынка, находившегося здесь в те времена. В 1830 году рынок был перенесен на Камберленд-маркет рядом с Риджентс-парк.
В прошлые века, Хеймаркет также был одним из самых знаменитых центров проституции в Лондоне.

### Театры
Хеймаркет является частью Вест-Энда, который считается театральным районом Лондона по крайней мере с 17 века. Театр Королевы на Хеймаркете, спроектированный сэром Джоном Ванбру, открылся в 1705 году. Театр задумывался как драматический, но акустика больше подходила для оперы, поэтому с 1710 по 1745 годы большинство опер и некоторые оратории Георга Фридриха Генделя впервые были исполнены на сцене этого театра. После смерти королевы Анны в 1714 году театр был переименован в театр Короля. Впоследствии здание построенное Джоном Ванбру было уничтожено пожаром в 1790 году, другое здание было построено на том же месте. После очередного пожара здесь же в 1897 году был построен театр Её Величества. Здание этого театра было четвертым по счету.

## Наши дни
Хеймаркет идет параллельно Риджент-стрит и вместе с двумя шоссе образует одностороннее направление. Таким образом, по Риджент-стрит движение идет в северном направлении, а по Хеймаркет — в южном. Эти две дороги составляют часть шоссе А4, главного шоссе Англии.
29 июня 2007 года полиция обезвредила заминированный автомобиль, который был припаркован на Хеймаркет.

## Галерея

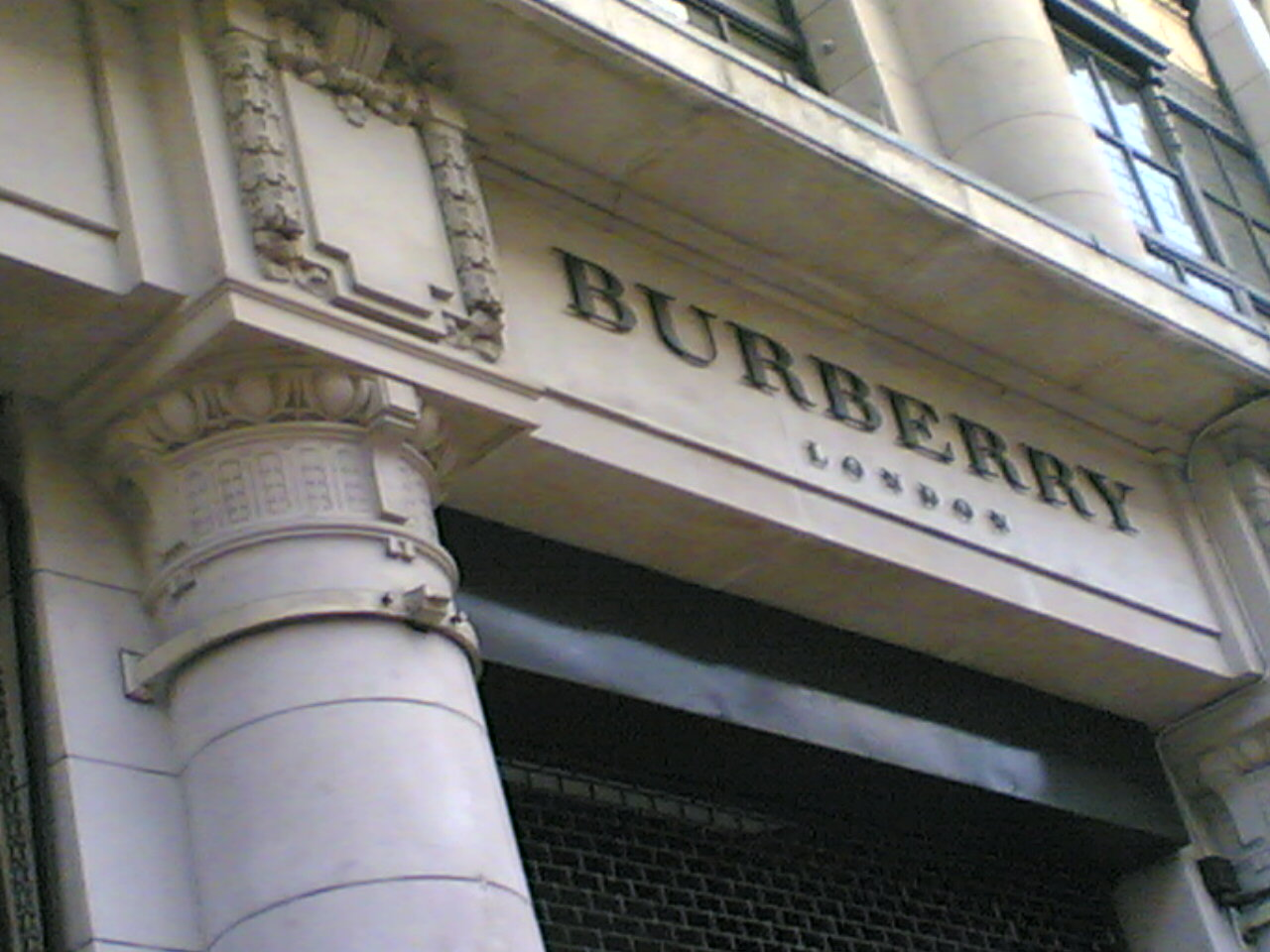
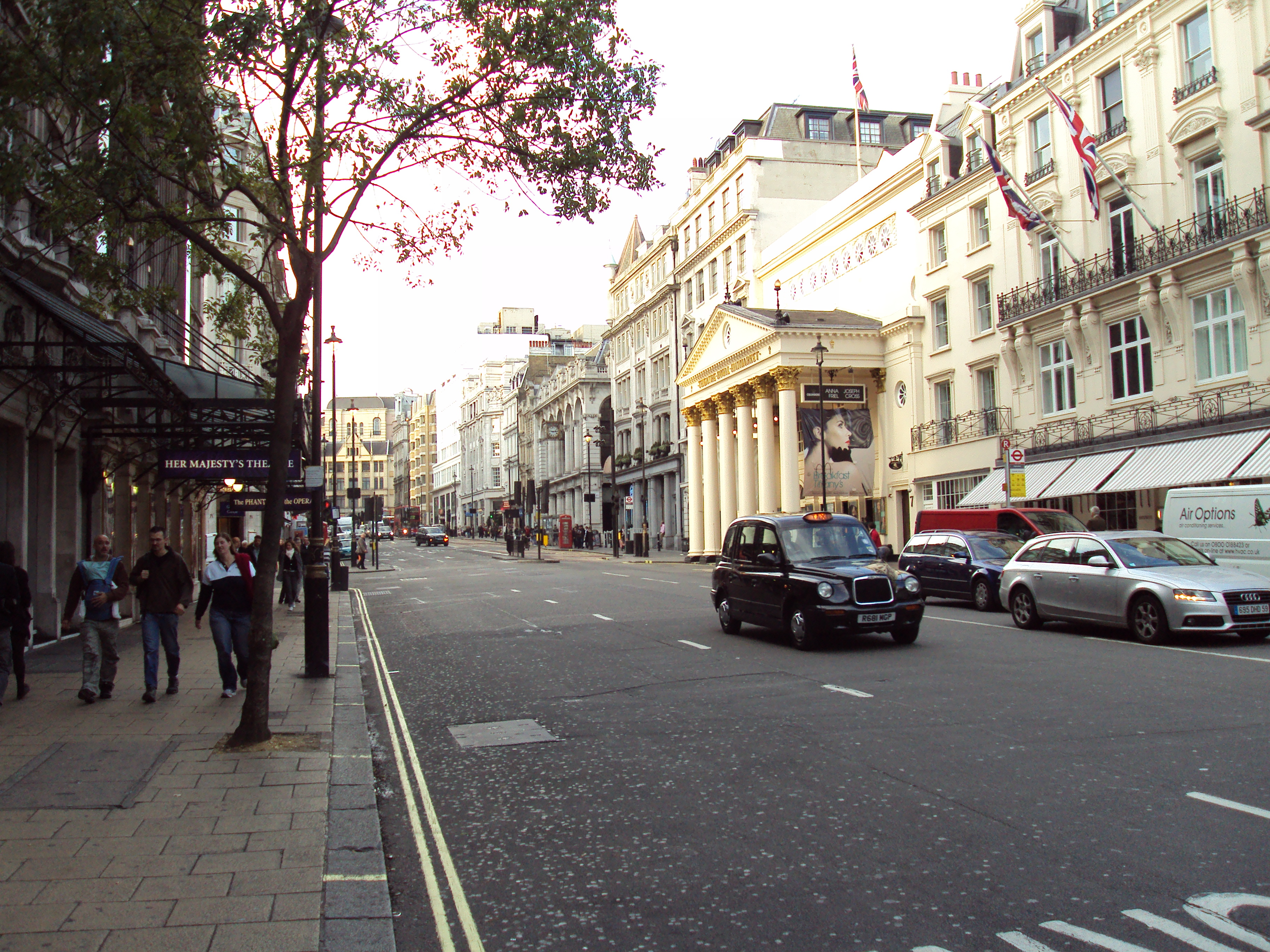
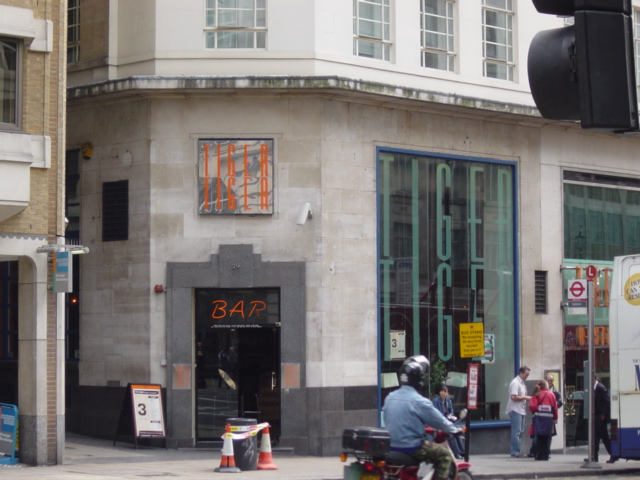
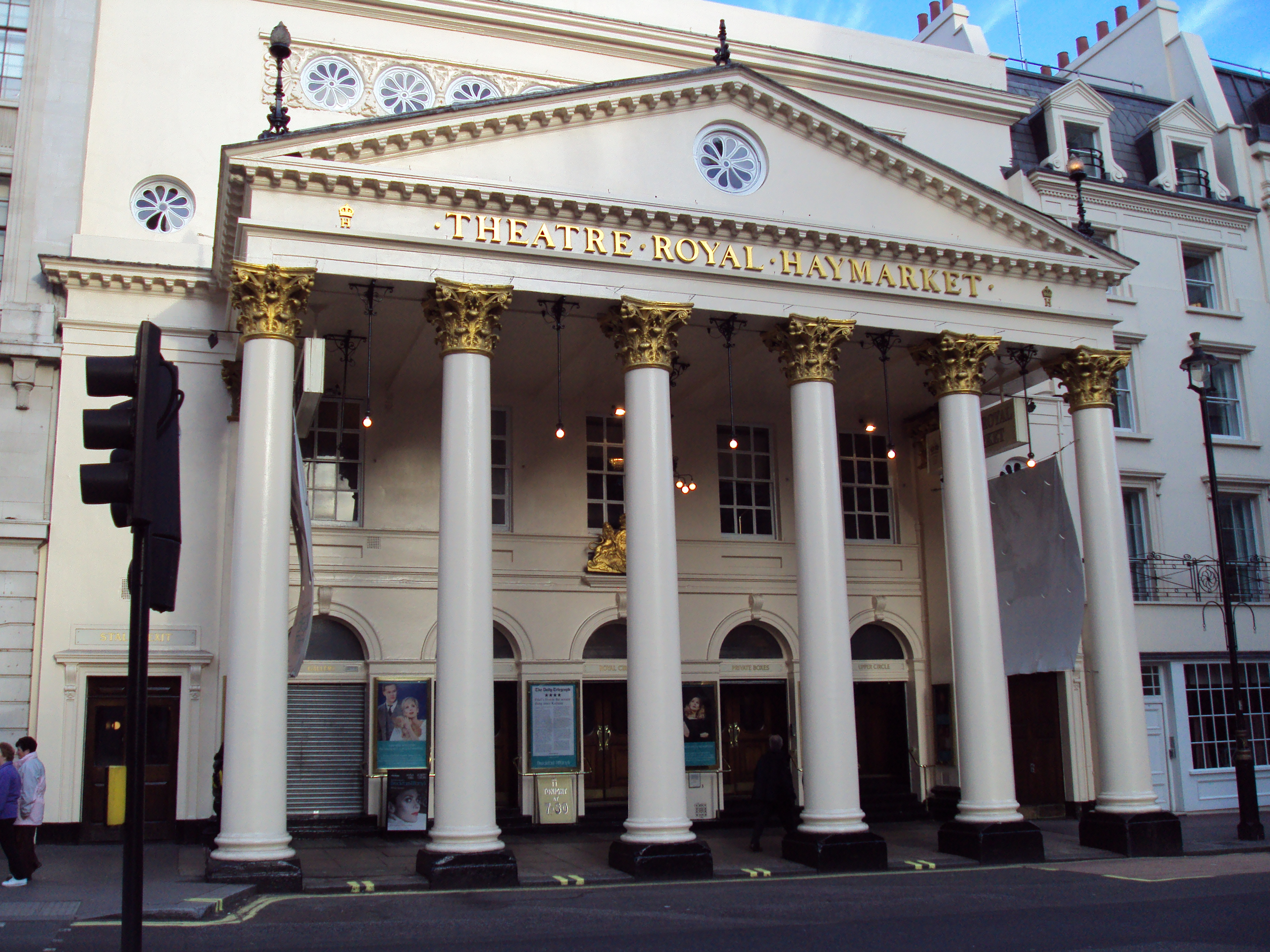